# Epworth (Engeland)
Epworth is een civil parish in het bestuurlijke gebied North Lincolnshire, in het Engelse graafschap Lincolnshire met 4279 inwoners.

## Geboren
- John Wesley (1703-1791), theoloog en predikant, grondlegger methodisme